# 汤姆·斯科特 (YouTuber)
托马斯·斯科特（英語：Thomas Scott），英国YouTuber、遊戲節目主持人和網頁開發者。他的YouTube频道涵蓋历史、科学、技术、语言学等主题。截至2023年7月，斯科特的主频道有超过16.3亿的观看次数和606万的订阅者。